# Натрапницата
„Натрапницата“ (на испански: La intrusa) е мексиканска теленовела от 2001 г., режисирана от Беатрис Шеридан и продуцирана от Игнасио Сада Мадеро за Телевиса. Адаптация е на радионовелата Valentina, създадена от Инес Родена.
В главните роли са Габриела Спаник и Артуро Пениче, а в отрицателните са Серхио Сендел, Лаура Сапата, Доминика Палета, Шантал Андере, Карла Алварес, Клаудио Баес и Гилермо Гарсия Канту. Специално участие вземат първите актьори Силвия Дербес, Кета Лават, Барбара Хил, Енрике Лисалде, Карлос Камара и Лоренсо де Родас.

## Сюжет
Родриго Хункера, който е близо до смърт след продължителна болест, решава да поиска от бавачката на малко си дете, Вирхиния Мартинес, да се омъжи за него, за да се грижи за децата му, когато той си отиде.
Вирхиния е благородна млада жена, която е влюбена в най-големия син на Родриго, Карлос Алберто. Когато след смъртта на Родриго се разбира, че Вирхиния е негова съпруга и наследница на цялото му богатство, Карлос Алберто заедно с братята и сестрите си я обвиняват, че е амбициозна жена, която се е омъжила за Родриго, подбудена от користна цел.
Изпитанията за Вирхиния започват, защото тя не само трябва да се бори с презрението на Карлос Алберто, който също е влюбен в нея, но и с грубостта на големите синове и дъщери – Родриго Джуниър, Ракел и Виолета. За щастие, с любовта на Алдо и Мемо, малките, тя се справя по-добре с живота в имението.
Междувременно в другата част на страната една млада жена на име Ванеса мами милионери, за да се измъкне от бедния живот, който води. Тя е близначка на Вирхиния, но двете не поддържат никаква връзка.
Един ден Ванеса пътува до град Мексико, където се запознава с Карлос Алберто, в когото се влюбва.
Вирхиния и Карлос Алберто се женят, но след поредица от припадъци и загуба на зрение, тя открива, че има рак на мозъка. Същевременно медицинските изследвания потвърждават, че е бременна, но раждането на бебето може да ускори фаталния изход. Вирхиния, пренебрегвайки съвета на лекаря, решава да продължи бременността. Слепотата е настъпила, а туморът расте, но Вирхиния успява да роди красиво момиче, след което умира.
Ванеса научава за смъртта на сестра си и раждането на племенницата си и решава да отиде в Мексико, за да отмъсти за всички обиди, които Вирхиния е претърпяла, а също и за да се грижи за дъщеря ѝ.

## Актьори
- Габриела Спаник – Вирхиния Мартинес Ролдан / Ванеса Мартинес Ролдан
- Артуро Пениче – Карлос Алберто Хункера Брито
- Лаура Сапата – Максимилиана Лимантур Брачо де Ролдан
- Шантал Андере – Ракел Хункера Брито
- Серхио Сендел – Данило Ролдан Лиматур
- Доминика Палета – Анабела Ролдан Лимантур
- Карла Алварес – Виолета Хункера Брито
- Гилермо Гарсия Канту – Родриго „Джунър“ Хункера Брито
- Силвия Манрикес – Елена Ролдан де Мартинес
- Хосе Мария Торе – Алдо Хункера Брито
- Шерлин – Мария де ла Крус „Марикрус“ Ролдан Лимантур
- Марлене Фавела – Гуадалупе „Лупита“ Рохас
- Клаудио Баес – Алирио ед Хесус Ролдан
- Кета Лават – Росалия Брачо вдовица де Лимантур
- Джесика Саласар – Таня Риваденейра Елиас
- Марко Уриел – Сантяго Ислас
- Алехандро Руис – Хувенсио Менчака
- Диана Голден – Сайда Хименес
- Роберто Миранда – Арнулфо Кастийо
- Серхио Виякана – Гилермо „Мемо“ Хункера Брито
- Силвия Дербес – Саграрио Варгас (#1)
- Барбара Хил – Саграрио Варгас (#2)
- Клаудио Рохо – Хоакин Веларде
- Патрисия Рейес Спиндола – Рената де Веларде
- Енрике Лисалде – Родриго Хункера / Иларио Сантос (#1)
- Карлос Камара – Родриго Хункера / Иларио Сантос (#2)
- Естер Риналди – Едит
- Жан – Джони
- Хорхе Де Силва – Раймундо
- Шарис Сид – Арасели Менчака
- Алан Ледесма – Давид
- Ирма Лосано – Лаура Елиас де Риваденейра
- Сара Монтес – Балбина
- Рубен Моралес – Д-р Херардо Баес
- Густаво Рохо – Виктор Риваденейра
- Виктор Нориега – Едуардо дел Боске Итурбиде
- Моника Досети – Силвана Паласиос
- Хуан Пабло Гамбоа – Естебан Фернандес
- Ампаро Гаридо – Директорката Виялобос (#1)
- Росита Бучот – Директорката Виялобос (#2)
- Габриела Карвахал – Касилда
- Лес Бор – Селестино Роблес
- Антонио Мигел – Адвокат Калдерон
- Едуардо Линян – Инспектор Торес
- Ектор Алварес – Барето
- Патрисия Виясаня – Елисабет Гусман
- Алберто Диас – Пастор
- Гилермо Агилар – Д-р Алфонсо Гонсага
- Маурисио Ерера – Хуан Диего Лават
- Умберто Бондони – Умберто Нава
- Паола Кано – Тита
- Силвия Каос – Евелия
- Сесар Кастро – Д-р Палафокс
- Лоренсо де Родас – Д-р Адриан Колменарес
- Естефан Франко – Мелитон
- Луиса Гарса – Марсела
- Алберто Инсуа – Адвокат Паласиос
- Едуардо Луго – Филемон
- Хулио Монтерде – Д-р Хосе „Пепе“ Картая
- Беатрис Монрой – Раниегос
- Беатрис Морайра – Аиде
- Елса Наварете – Лейда
- Марта Рот – Норма Итурбиде вдовица де Дел Боске
- Милагрос Руеда – Диоса
- Карлос Торес – Отец Чема
- Ирма Торес – Отилия
- Оскар Вайехо – Федерико
- Рикардо Вера – Матиас
- Марикармен Вела – Аделайда
- Мария Прадо – Сенайда
- Габриел Рустанд – Асистент на инспектор Торес
- Сусана Лосано
- Алберто Чавес
- Хосе Мария Негри
- Клаудия Сервантес
- Марибел Фернандес
- Ана Али

## Премиера
Премиерата на Натрапницата е на 16 април 2001 г. по Canal de las Estrellas. Последният 135. епизод е излъчен на 19 октомври 2001 г.

## Екип
- Оригинална история – Инес Родена
- Либрето – Карлос Ромеро
- Ко-адаптация – Тере Медина
- Литературна редакция – Хулио Гарибай
- Сценография – Рикардо Наварете
- Декор – Мануел Домингес
- Дизайн на костюми – Соланхе Алчурон, Каролина Калдерон
- Музикална тема – Intrusa
- Изпълнител – Емануел
- Автор – Хорхе Авенданьо
- Музикален коорденатор – Луис Алберто Диасаяс
- Редактори – Алфредо Фрутос Маса, Симон Кастаньон
- Ръководител редакция – Уго Флорес Ордас
- Асистент-редактор – Рубен Фрутос
- Межиджъри продукция – Виктор Велес, Едуардо Рикало
- Директор продукция – Каролина Гаястеги
- Главен координатор – Алехандро Аскарага
- Асистент-продуценти – Бетсабе Аланис, Анхелика Алварес, Маурисио Гомес, Даниел Вентура
- Асистент-оператори – Фернандо Родригес, Артуро Рубио
- Асистент-режисьори – Армандо Виявисенсио, Мартин Рохас
- Режисьори в локация – Патрисия Рейес Спиндола (първа част), Едуардо Саид (втора част), Гастон Тусет (трета част)
- Втори режисьор – Марта Луна (трета част)
- Оператори – Хесус Нахера Саро, Алфредо Гонсалес, Маурисио Мансано
- Режисьор – Беатрис Шеридан
- Изпълнителен продуцент – Игнасио Сада Мадеро

## Награди и номинации
Награди TVyNovelas 2002
| Категория                           | Номиниран(а)         | Резултат   |
| ----------------------------------- | -------------------- | ---------- |
| Най-добър актьор в поддържаща роля  | Гилермо Гарсия Канту | Номиниран  |
| Най-добра актриса в поддържаща роля | Марлене Фавела       | Номинирана |

Награди El Heraldo de México 2002
| Категория                 | Номиниран(а)   | Резултат |
| ------------------------- | -------------- | -------- |
| Най-добър актьор          | Артуро Пениче  | Печели   |
| Най-добро женско откритие | Марлене Фавела | Печели   |

Награди INTE 2002
| Категория                  | Номиниран(а) | Резултат   |
| -------------------------- | ------------ | ---------- |
| Най-добро младежко участие | Шерлин       | Номинирана |

## Версии
Натрапницата е базирана на радионовелата Valentina, написана от Инес Родена. Върху същото произведение се базират и следните теленовели:
- Valentina, продуцирана от RCTV през 1975 г., с участието на Марина Баура и Раул Амундарай.
- През 1989 г. RCTV продуцира теленовелата Alma mía, с Карлос Монтия, Ноели Артеага и Астрид Каролина Ерера.
- През 1999 г. Venevisión продуцира теленовелата Cuando hay pasión, с Федра Лопес, Хорхе Рейес и Роксана Диас.